# Potentilla limprichtii
Potentilla limprichtii är en rosväxtart som beskrevs av J. Krause. Potentilla limprichtii ingår i Fingerörtssläktet som ingår i familjen rosväxter. Inga underarter finns listade i Catalogue of Life.